# مارغريت بوندز
مارغريت بوندز (بالإنجليزية: Margaret Bonds)‏ هي عازفة الجاز وملحنة وعازفة بيانو أمريكية، ولدت في 3 مارس 1913 في شيكاغو في الولايات المتحدة، وتوفيت في 26 أبريل 1972 في لوس أنجلوس في الولايات المتحدة.

## وصلات خارجية
- مارغريت بوندز على موقع ميوزك برينز (الإنجليزية)
- مارغريت بوندز على موقع أول ميوزيك (الإنجليزية)
- مارغريت بوندز على موقع ديسكوغز (الإنجليزية)